# Laguinge-Restoue
Pour les articles homonymes, voir Laguinge et Restoue.
Laguinge-Restoue [laɡɛ̃ʒ ʁɛstu] (Liginaga-Astüe en basque) est une commune française, située dans le département des Pyrénées-Atlantiques en région Nouvelle-Aquitaine.
Le gentilé est Liginagar.

## Géographie

### Localisation
La commune de Laguinge-Restoue se trouve dans le département des Pyrénées-Atlantiques, en région Nouvelle-Aquitaine.
Elle se situe à 61 km par la route de Pau, préfecture du département, à 28 km d'Oloron-Sainte-Marie, sous-préfecture, et à 17 km de Mauléon-Licharre, bureau centralisateur du canton de Montagne Basque dont dépend la commune depuis 2015 pour les élections départementales.
La commune fait en outre partie du bassin de vie de Mauléon-Licharre.
Les communes les plus proches sont : 
Lichans-Sunhar (0,6 km), Haux (2,2 km), Etchebar (2,5 km), Tardets-Sorholus (2,6 km), Alos-Sibas-Abense (3,0 km), Licq-Athérey (3,1 km), Alçay-Alçabéhéty-Sunharette (3,5 km), Montory (3,9 km).
Sur le plan historique et culturel, Laguinge-Restoue fait partie de la province de la Soule, un des sept territoires composant le Pays basque,. La Basse-Navarre en est la province la plus variée en ce qui concerne son patrimoine, mais aussi la plus complexe du fait de son morcellement géographique. Depuis 1999, l'Académie de la langue basque ou Euskalzaindia divise le territoire du Labourd en six zones,. La Soule, traversée par la vallée du Saison, est restée repliée sur ses traditions (mascarades, pastorales, chasse à la palombe, etc). Elle se divise en Arbaille, Basse-Soule et Haute-Soule, dont fait partie la commune.

### Paysages et relief

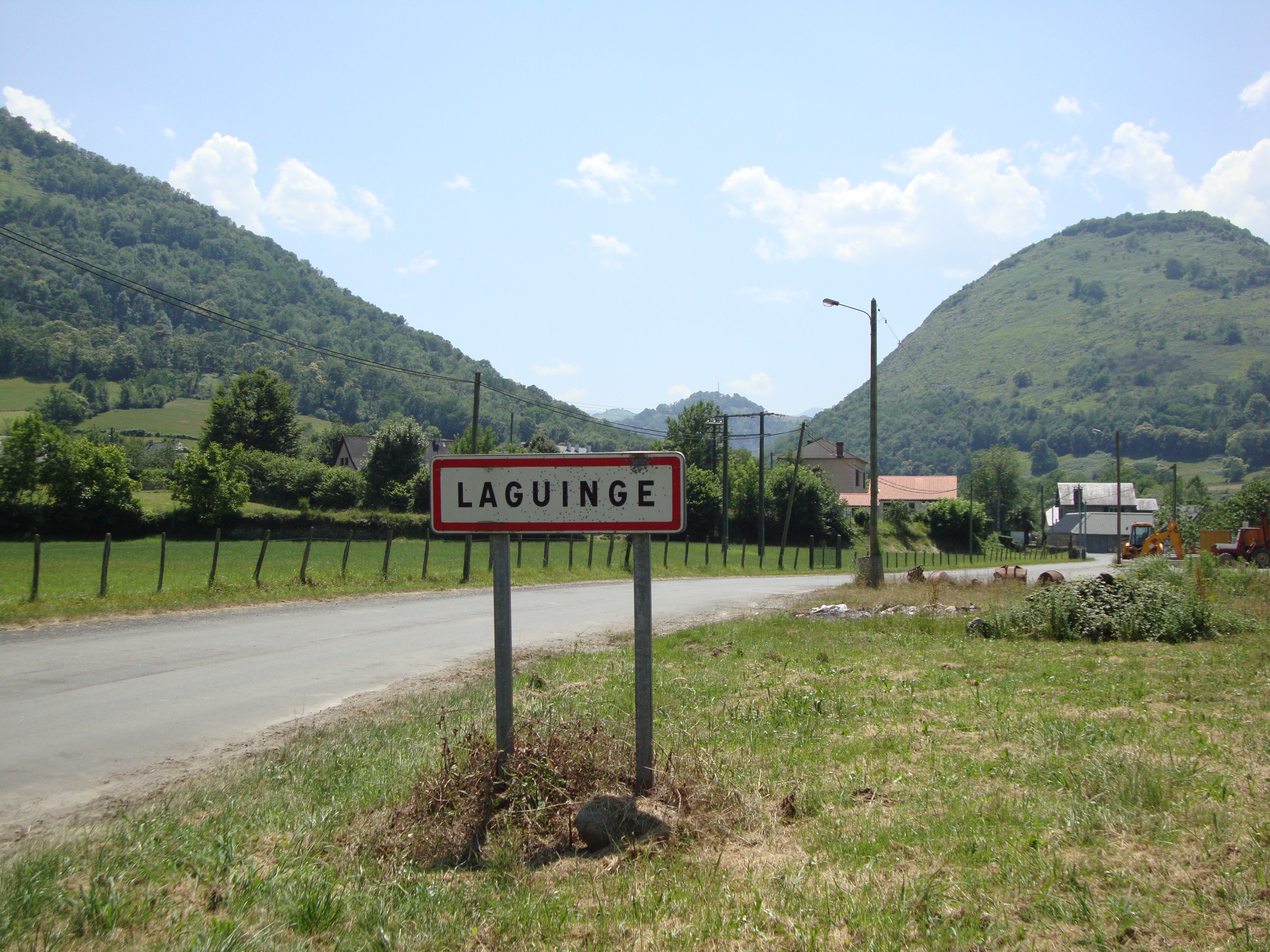
Laguinge, vue sur le Chapeau du Gendarme

### Communes limitrophes
Les communes limitrophes sont  Alos-Sibas-Abense, Haux, Lichans-Sunhar, Licq-Athérey, Montory et Tardets-Sorholus.
| Alos-Sibas-Abense | Tardets-Sorholus |         |
| Lichans-Sunhar    | Laguinge-Restoue | Montory |
| Licq-Athérey      | Haux             |         |

### Hydrographie
La commune est drainée par le Saison, le Batasse, le ruisseau d'Etcheberry, un bras du Saison, le ruisseau de Goyhenlepoue, le ruisseau de Méhèche, et par divers petits cours d'eau, constituant un réseau hydrographique de 7 km de longueur totale,.
Le Saison, d'une longueur totale de 72,2 km, prend sa source dans la commune de Larrau et s'écoule du sud vers le nord. Il traverse la commune et se jette dans le gave d'Oloron à Autevielle-Saint-Martin-Bideren, après avoir traversé 31 communes.
Le Batasse ou ruisseau Aphanice, d'une longueur totale de 10,1 km, prend sa source dans la commune de Montory et s'écoule du sud-est vers le nord-ouest. Il traverse la commune et se jette dans le Saison à Tardets-Sorholus, après avoir traversé 3 communes.

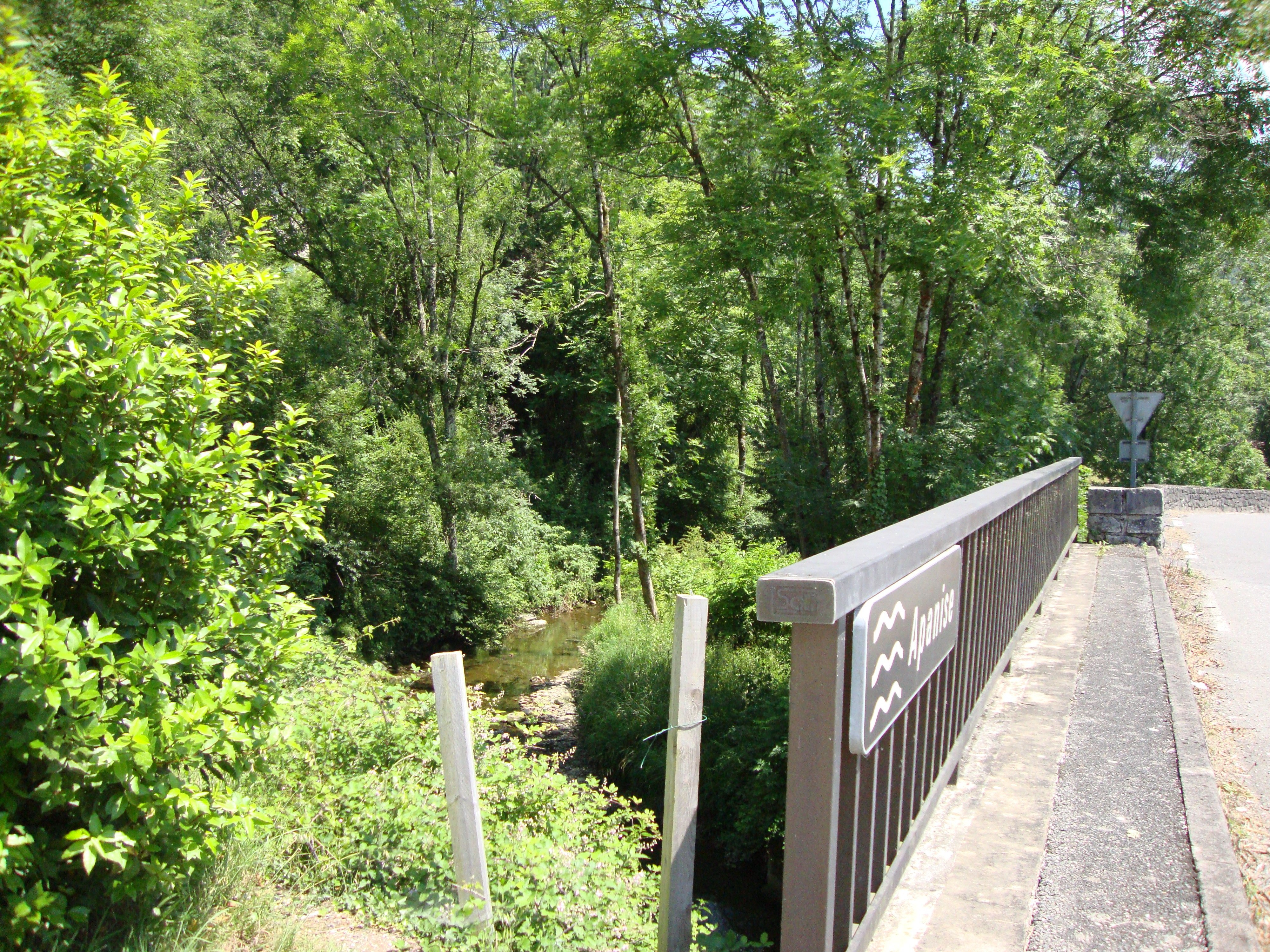
L'Apanise, petite rivière à Restoue.
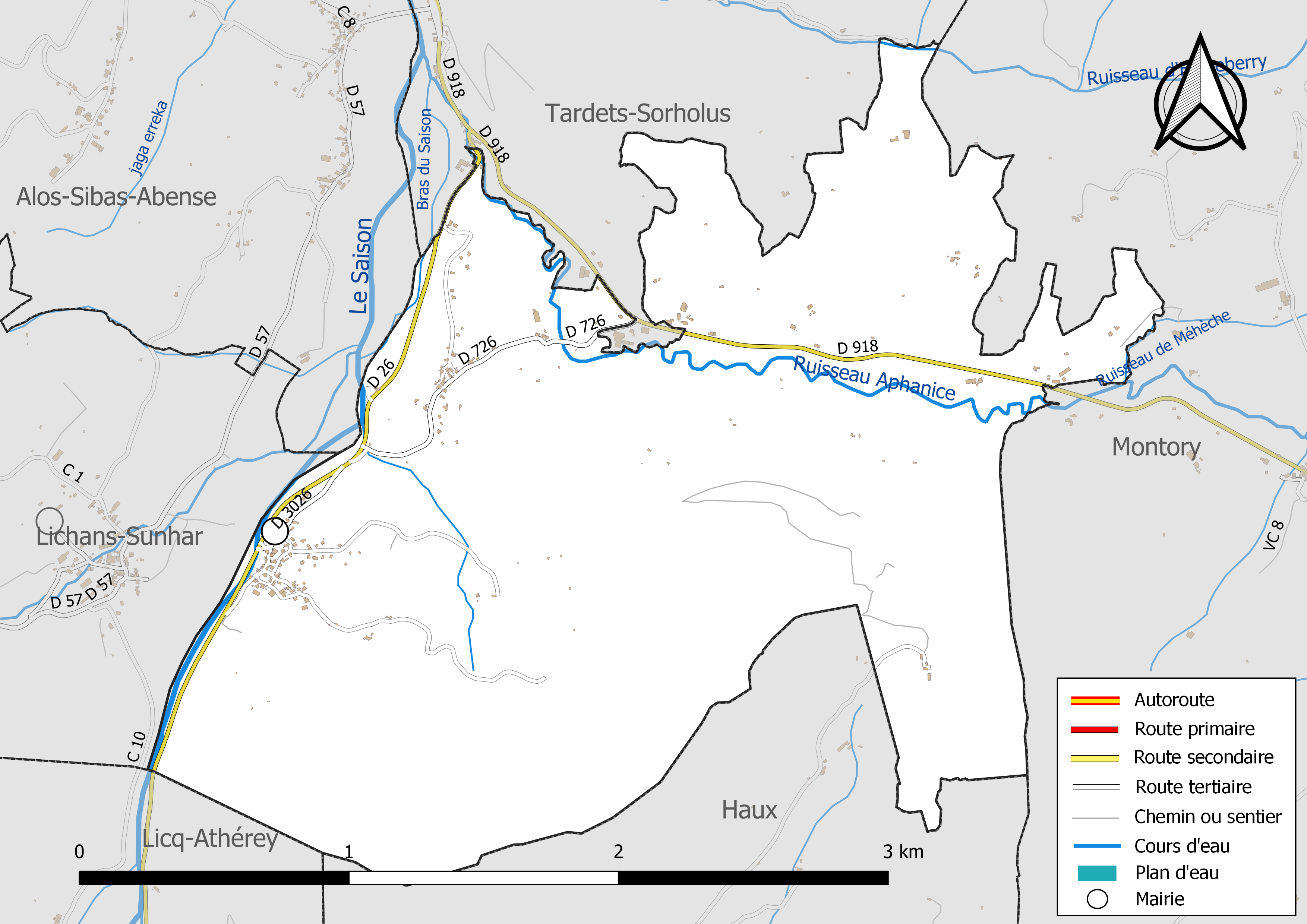
Réseaux hydrographique et routier de Laguinge-Restoue.

### Climat
Pour des articles plus généraux, voir Climat de la Nouvelle-Aquitaine et Climat des Pyrénées-Atlantiques.
Historiquement, la commune est dans une zone de transition entre les climats océaniques aquitain et basque.
En 2020, Météo-France publie une typologie des climats de la France métropolitaine dans laquelle la commune est exposée à un climat de montagne et est dans la région climatique Pyrénées atlantiques, caractérisée par une pluviométrie élevée (>1 200 mm/an) en toutes saisons, des hivers très doux (7,5 °C en plaine) et des vents faibles.
Pour la période 1971-2000, la température annuelle moyenne est de 13 °C, avec une amplitude thermique annuelle de 13,6 °C. Le cumul annuel moyen de précipitations est de 1 555 mm, avec 12,1 jours de précipitations en janvier et 9,8 jours en juillet. Pour la période 1991-2020, la température moyenne annuelle observée sur la station météorologique la plus proche, située sur la commune de Licq-Athérey à 3 km à vol d'oiseau, est de 13,1 °C et le cumul annuel moyen de précipitations est de 1 528,1 mm,. Pour l'avenir, les paramètres climatiques de la commune estimés pour 2050 selon différents scénarios d’émission de gaz à effet de serre sont consultables sur un site dédié publié par Météo-France en novembre 2022.

### Milieux naturels et biodiversité

#### Réseau Natura 2000
Le réseau Natura 2000 est un réseau écologique européen de sites naturels d'intérêt écologique élaboré à partir des Directives « Habitats » et « Oiseaux », constitué de zones spéciales de conservation (ZSC) et de zones de protection spéciale (ZPS).
Trois sites Natura 2000 ont été définis sur la commune au titre de la « directive Habitats », : 
- les « montagnes du pic des Escaliers », d'une superficie de 8 600 ha, présentant une flore très diversifiée marquée par une nette influence atlantique et montagnarde. Cependant, les versants exposés au Sud Sud-Est et Est abritent une flore thermophile remarquable[25] ;
- « le Saison (cours d'eau) », d'une superficie de 2 200 ha, un cours d'eau de très bonne qualité à salmonidés[26] ;
- les « montagnes du Barétous », d'une superficie de 14 421 ha, présentant une flore très diversifiée marquée par une nette influence atlantique et montagnarde. Elles se démarquent des autres massifs de la Haute Soule et du Barétous` notamment par sa flore caractéristique des tourbières comprenant de nombreuses espèces patrimoniales dont 16 espèces de sphaignes et 4 lycopodiacées[27].

#### Zones naturelles d'intérêt écologique, faunistique et floristique
L’inventaire des zones naturelles d'intérêt écologique, faunistique et floristique (ZNIEFF) a pour objectif de réaliser une couverture des zones les plus intéressantes sur le plan écologique, essentiellement dans la perspective d’améliorer la connaissance du patrimoine naturel national et de fournir aux différents décideurs un outil d’aide à la prise en compte de l’environnement dans l’aménagement du territoire.
Une ZNIEFF de type 1 est recensée sur la commune, : 
la « montagne d'Ahargou et mont Begousse » (3 233,01 ha), couvrant 6 communes du département et deux ZNIEFF de type 2,, : 
- le « bassin versant du Lausset et du Joos : bois, landes et zones tourbeuses » (19 519,13 ha), couvrant 23 communes du département[30] ;
- le « réseau hydrographique du gave d'Oloron et de ses affluents » (6 885,32 ha), couvrant 114 communes dont 2 dans les Landes et 112 dans les Pyrénées-Atlantiques[31].

## Urbanisme

### Typologie
Au 1er janvier 2024, Laguinge-Restoue est catégorisée commune rurale à habitat dispersé, selon la nouvelle grille communale de densité à sept niveaux définie par l'Insee en 2022.
Elle est située hors unité urbaine et hors attraction des villes,.

### Occupation des sols

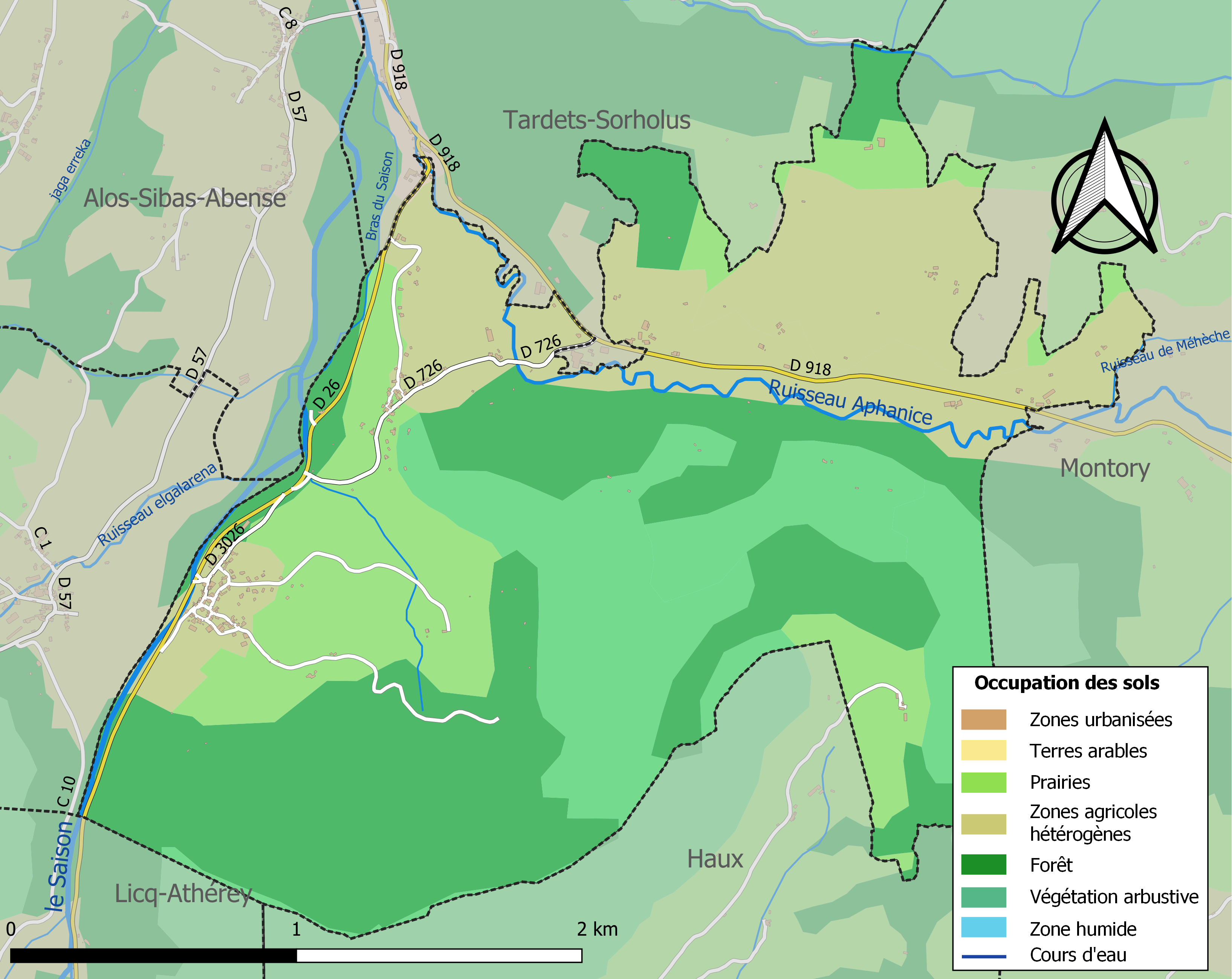
Carte des infrastructures et de l'occupation des sols de la commune en 2018 (CLC).

L'occupation des sols de la commune, telle qu'elle ressort de la base de données européenne d’occupation biophysique des sols Corine Land Cover (CLC), est marquée par l'importance des forêts et milieux semi-naturels (58,1 % en 2018), en diminution par rapport à 1990 (59 %). La répartition détaillée en 2018 est la suivante : 
forêts (36,6 %), zones agricoles hétérogènes (24,9 %), milieux à végétation arbustive et/ou herbacée (21,5 %), prairies (16,8 %), zones urbanisées (0,1 %). L'évolution de l’occupation des sols de la commune et de ses infrastructures peut être observée sur les différentes représentations cartographiques du territoire : la carte de Cassini (XVIIIe siècle), la carte d'état-major (1820-1866) et les cartes ou photos aériennes de l'IGN pour la période actuelle (1950 à aujourd'hui).

### Lieux-dits et hameaux
Trois quartiers composent la commune de Laguinge-Restoue :
Laguinge
- Liginaga (ou Kharrika, Laguinge en français)

Restoue
- Astüe (ou Kharrika, Restoue en français)
- Odieta

### Risques majeurs
Le territoire de la commune de Laguinge-Restoue est vulnérable à différents aléas naturels : météorologiques (tempête, orage, neige, grand froid, canicule ou sécheresse), inondations, feux de forêts, mouvements de terrains et séisme (sismicité moyenne). Il est également exposé à un risque technologique, la rupture d'un barrage. Un site publié par le BRGM permet d'évaluer simplement et rapidement les risques d'un bien localisé soit par son adresse soit par le numéro de sa parcelle.

#### Risques naturels
Certaines parties du territoire communal sont susceptibles d’être affectées par le risque d’inondation par une crue torrentielle ou à montée rapide de cours d'eau, notamment le Saison et le ruisseau Aphanice. La commune a été reconnue en état de catastrophe naturelle au titre des dommages causés par les inondations et coulées de boue survenues en 1982, 1983, 1988, 1992, 2008, 2009 et 2014,.
Laguinge-Restoue est exposée au risque de feu de forêt. En 2020, le premier plan de protection des forêts contre les incendies (PDPFCI) a été adopté pour la période 2020-2030. La réglementation des usages du feu à l’air libre et les obligations légales de débroussaillement dans le département des Pyrénées-Atlantiques font l'objet d'une consultation de public ouverte du 16 septembre au 7 octobre 2022,.
Les mouvements de terrains susceptibles de se produire sur la commune sont des affaissements et effondrements liés aux cavités souterraines (hors mines). Afin de mieux appréhender le risque d’affaissement de terrain, un inventaire national permet de localiser les éventuelles cavités souterraines sur la commune.

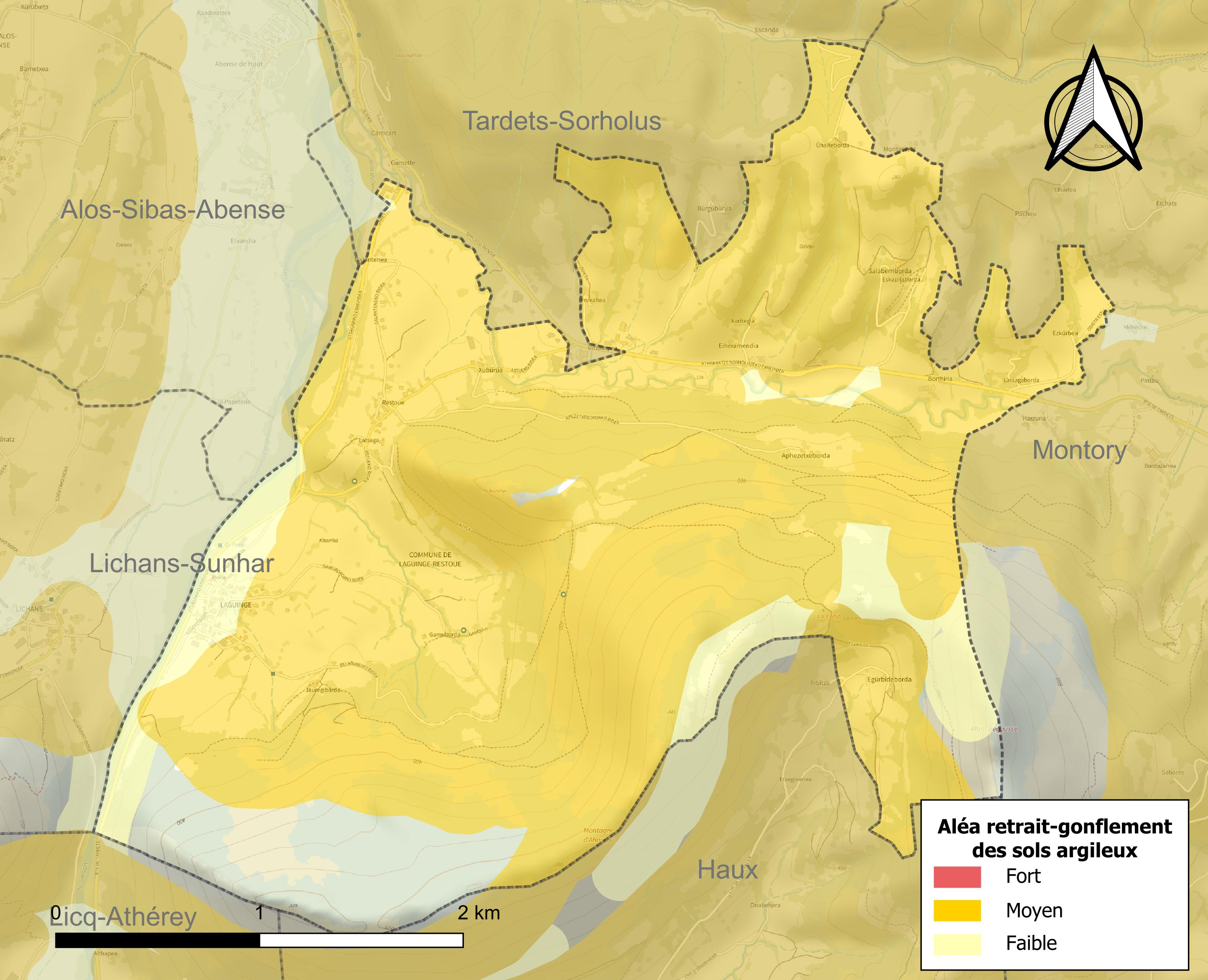
Carte des zones d'aléa retrait-gonflement des sols argileux de Laguinge-Restoue.

Le retrait-gonflement des sols argileux est susceptible d'engendrer des dommages importants aux bâtiments en cas d’alternance de périodes de sécheresse et de pluie. 83,7 % de la superficie communale est en aléa moyen ou fort (59 % au niveau départemental et 48,5 % au niveau national). Depuis le 1er octobre 2020, en application de la loi ELAN, différentes contraintes s'imposent aux vendeurs, maîtres d'ouvrages ou constructeurs de biens situés dans une zone classée en aléa moyen ou fort,.

#### Risque technologique
La commune est en outre située en aval de barrages de classe A. À ce titre elle est susceptible d’être touchée par l’onde de submersion consécutive à la rupture de cet ouvrage.

## Toponymie

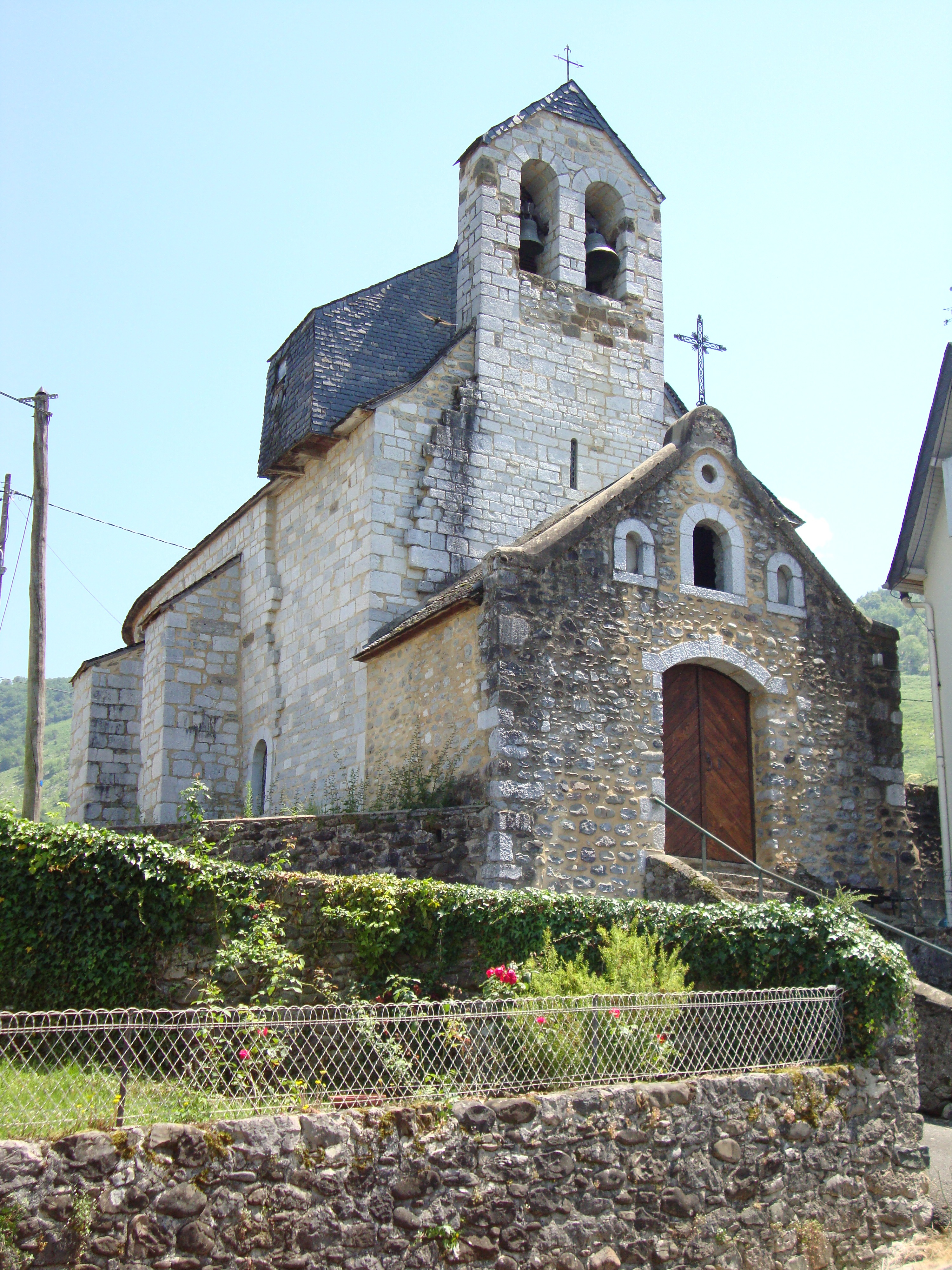
Église Saint-Sébastien de Laguinge

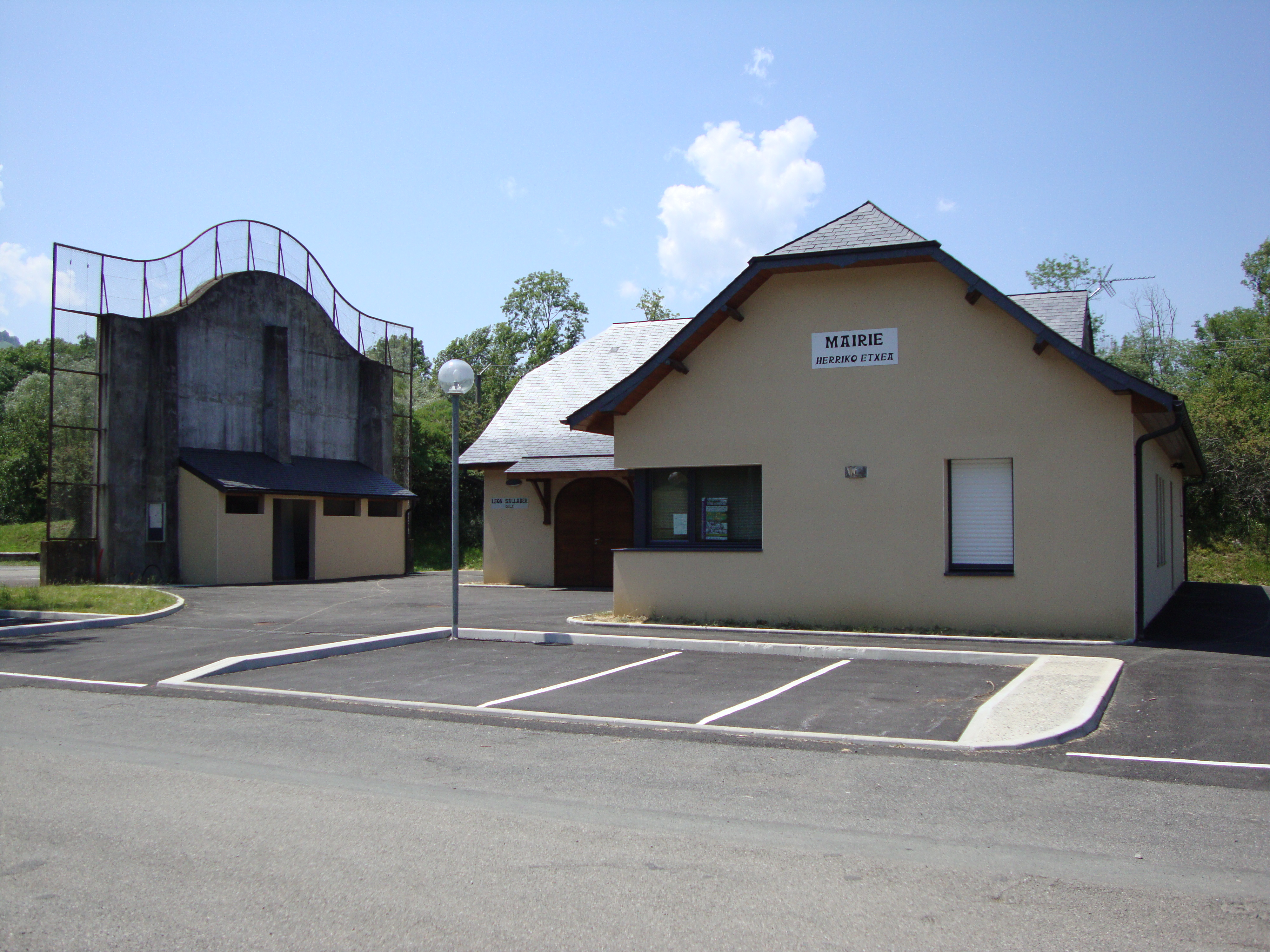
Mairie et fronton, Laguinge

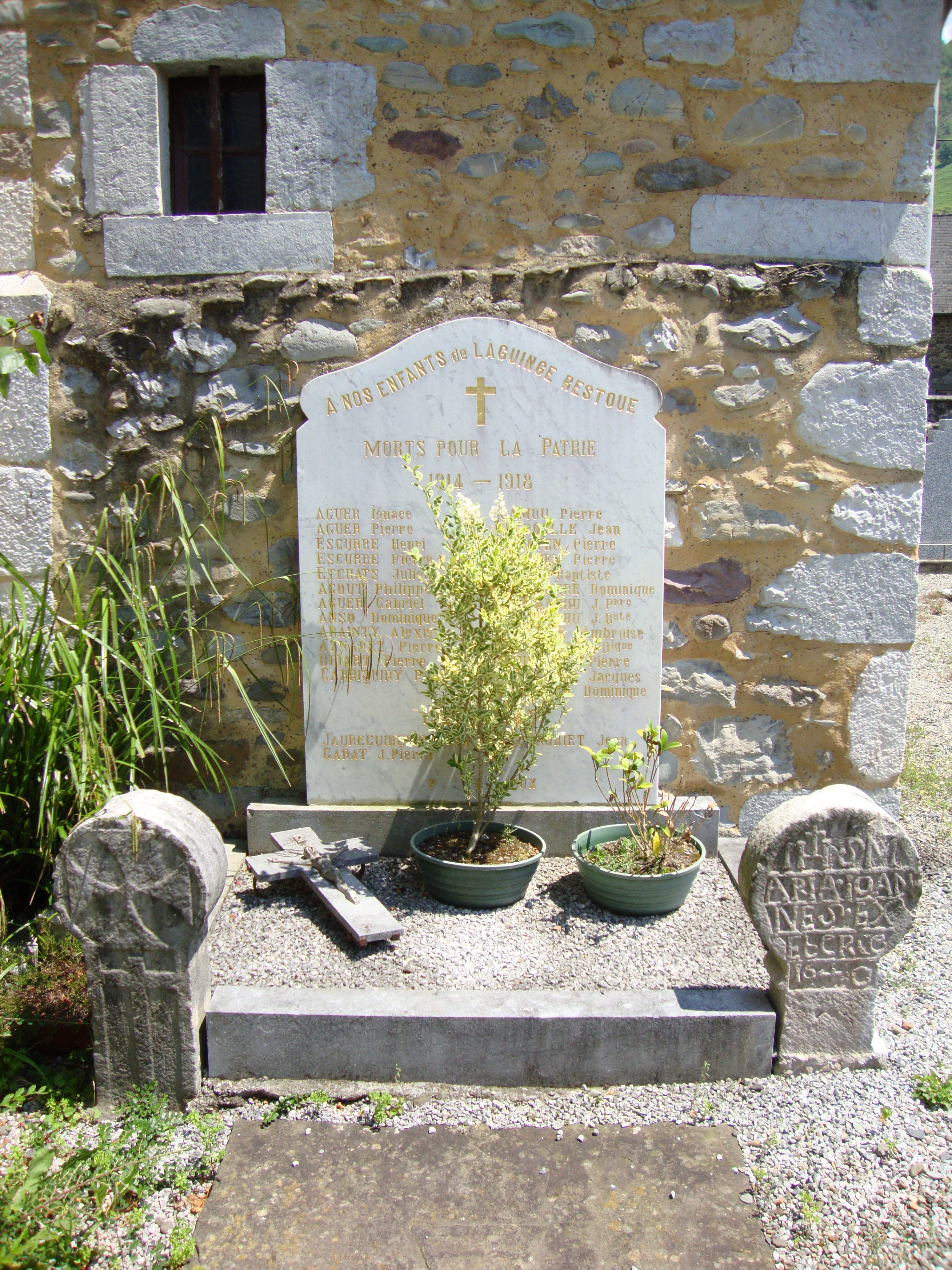
Monument aux morts avec stèles discoïdales à Laguinge

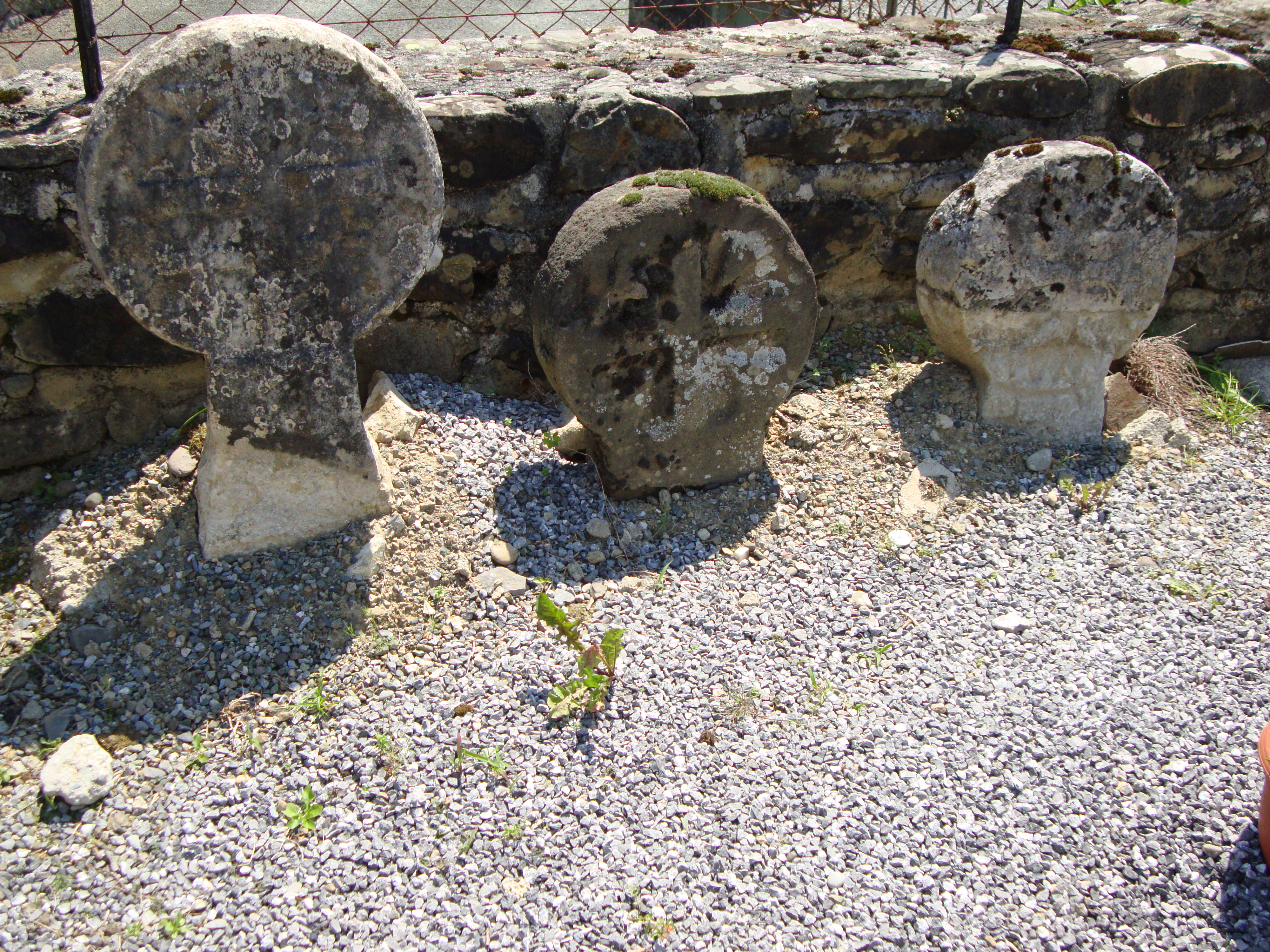
Stèles discoïdales dans le cimetière de Restoue

### Mentions anciennes
Le toponyme Laguinge apparaît sous les formes 
Leguinge et Laguinga (respectivement 1080 et 1193, collection Duchesne volume CXIV) et 
Languinge (1801, Bulletin des Lois).
Le toponyme Restoue apparaît sous les formes 
Restoa (XIIIe siècle, collection Duchesne volume CXIV) et 
Restone (1801, Bulletin des lois).

### Graphie basque
Son nom basque actuel est Liginaga-Astüe.

## Histoire
La commune a été créée le 22 mars 1842 par la réunion des communes de Laguinge et de Restoue.

## Politique et administration
| Période | Période  | Identité         | Étiquette | Qualité |
| ------- | -------- | ---------------- | --------- | ------- |
| 1995    | 2001     | Joseph Esprabens |           |         |
| 2001    | En cours | Ruben Gomez      | DVG       |         |

### Intercommunalité
La commune fait partie de huit structures intercommunales :
- la communauté d'agglomération du Pays Basque ;
- le SIGOM ;
- le SIVOM du canton de Tardets ;
- le SIVU chargé du tourisme en Haute-Soule et Barétous ;
- le syndicat AEP du Pays de Soule ;
- le syndicat d'assainissement du Pays de Soule ;
- le syndicat d’énergie des Pyrénées-Atlantiques ;
- le syndicat intercommunal pour le soutien à la culture basque.

## Population et société

### Démographie
L'évolution du nombre d'habitants est connue à travers les recensements de la population effectués dans la commune depuis 1793. Pour les communes de moins de 10 000 habitants, une enquête de recensement portant sur toute la population est réalisée tous les cinq ans, les populations de référence des années intermédiaires étant quant à elles estimées par interpolation ou extrapolation. Pour la commune, le premier recensement exhaustif entrant dans le cadre du nouveau dispositif a été réalisé en 2007.

En 2022, la commune comptait 155 habitants, en évolution de −6,63 % par rapport à 2016 (Pyrénées-Atlantiques : +3,78 %, France hors Mayotte : +2,11 %).
| 1793 | 1800 | 1806 | 1821 | 1831 | 1836 | 1841 | 1846 | 1851 |
| ---- | ---- | ---- | ---- | ---- | ---- | ---- | ---- | ---- |
| 202  | 214  | 220  | 208  | 185  | 180  | 317  | 344  | 362  |

| 1856 | 1861 | 1866 | 1872 | 1876 | 1881 | 1886 | 1891 | 1896 |
| ---- | ---- | ---- | ---- | ---- | ---- | ---- | ---- | ---- |
| 340  | 321  | 324  | 329  | 307  | 270  | 304  | 301  | 313  |

| 1901 | 1906 | 1911 | 1921 | 1926 | 1931 | 1936 | 1946 | 1954 |
| ---- | ---- | ---- | ---- | ---- | ---- | ---- | ---- | ---- |
| 321  | 300  | 308  | 310  | 294  | 270  | 289  | 256  | 240  |

| 1962 | 1968 | 1975 | 1982 | 1990 | 1999 | 2006 | 2007 | 2012 |
| ---- | ---- | ---- | ---- | ---- | ---- | ---- | ---- | ---- |
| 216  | 217  | 206  | 171  | 181  | 149  | 166  | 168  | 182  |

| 2017 | 2022 | - | - | - | - | - | - | - |
| ---- | ---- | - | - | - | - | - | - | - |
| 158  | 155  | - | - | - | - | - | - | - |

### Enseignement
La commune dispose d'une école primaire publique.

## Économie
L'activité est essentiellement tournée vers l’agriculture (élevage et pâturages). La commune fait partie de la zone d'appellation de l'ossau-iraty.

## Culture locale et patrimoine

### Patrimoine religieux
Deux églises se dressent sur le territoire de la commune, l’église Saint-Étienne à Restoue et l’église Saint-Sébastien à Laguinge.

## Événements sportifs
La commune se situe sur le trajet de la 16e étape du Tour de France 2007 du 25 juillet. Le parcours de 218 kilomètres relie Orthez à Gourette - Col d'Aubisque.

## Équipements
La commune dispose d'une école primaire.
un fronton et d'un garage familiale.

## Personnalités liées à la commune
- Louis Dronde, 7 fois champion du rallye des Cimes (2012/2013/2014/2015/2016/2017)./2018)